# Mercado Central de Frutas y Hortalizas
El Mercado Central de Frutas y Verduras, también conocido como Mercado de Legazpi, era un mercado de abastos especializado en la distribución de verduras y hortalizas ubicado junto a la plaza de Legazpi en el distrito de Arganzuela (sur de Madrid). 

## Descripción
El edificio, aún conservado, ocupa un solar triangular formado por las calles del Vado de Santa María y Maestro Arbós y el río Manzanares. De planta triangular y construido en hormigón armado (dos plantas) en un solar de treinta mil metros cuadrados. El Matadero y Mercado Municipal de Ganados se encontraba al otro lado de la calle del Vado de Santa Catalina. Se diseñó y construyó por los arquitectos Luis Bellido González (autor también del Matadero y Mercado de Ganados), Francisco Javier Ferrero (introductor de la tecnología del hormigón armado en las construcciones madrileñas), y al ingeniero Alfonso Peña Boeuf. Se comenzó en el año 1926 siendo acabado el año 1935. Estuvo en funcionamiento como mercado hasta que se traspasaron sus funciones a Mercamadrid a finales del siglo XX.

## Historia

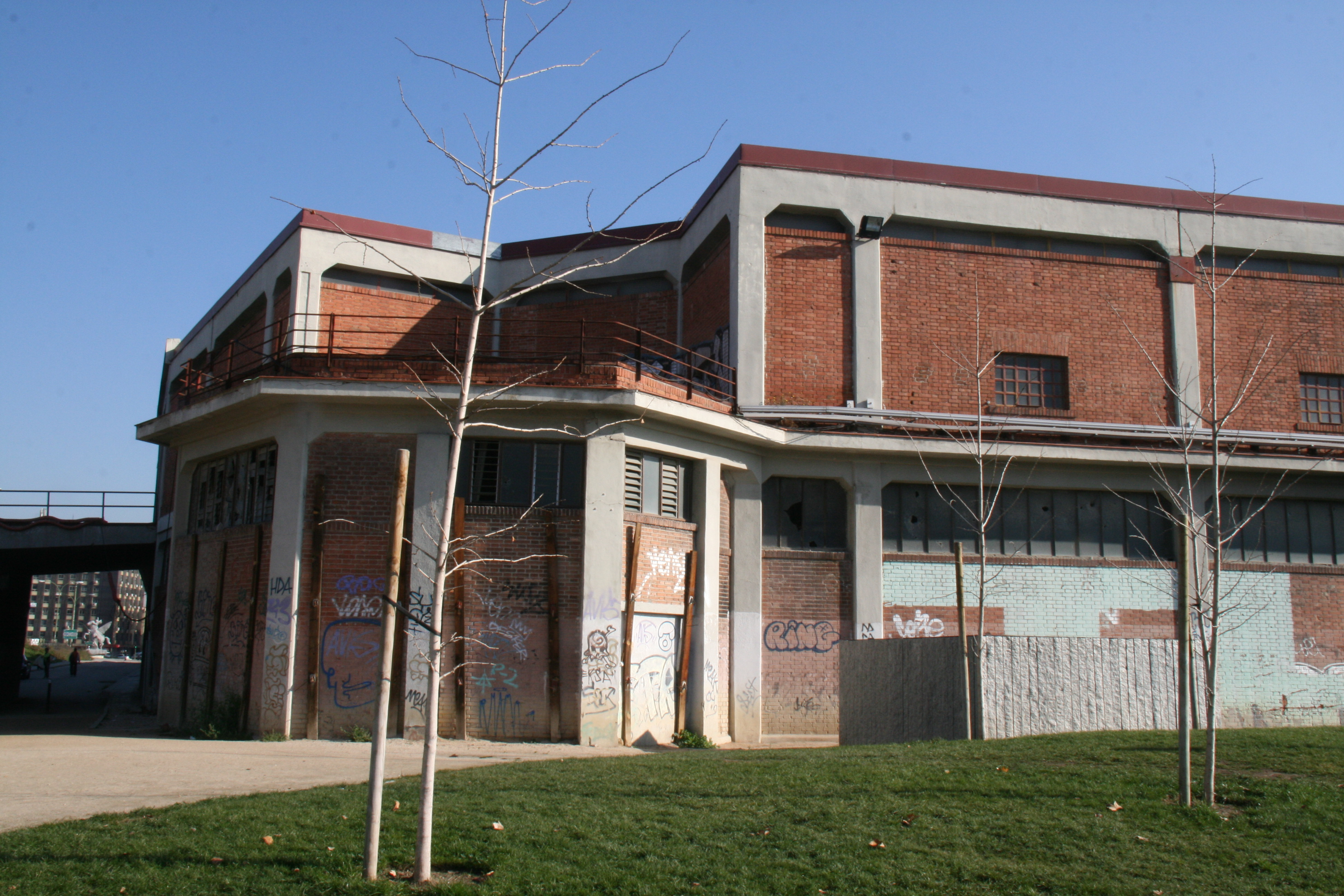
Esquina del viejo Mercado de Frutas y Verduras.

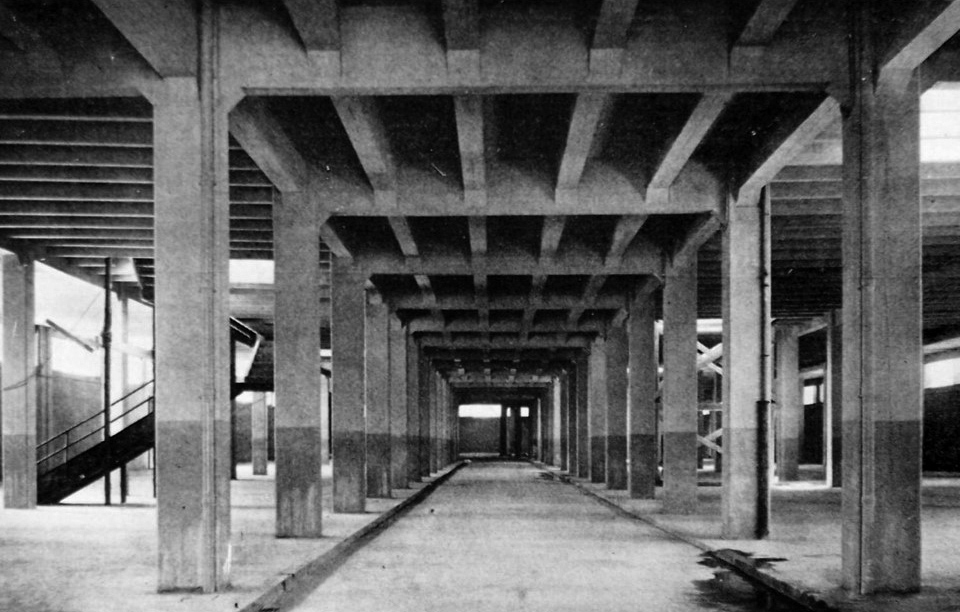
Mercado de Frutas y Verduras (Madrid), en 1935: calle central en planta baja.

El mercado de abastos dedicado a la venta de la hortaliza se encontraba en el antiguo Mercado de la Cebada. A comienzos del siglo XX en Madrid, el Ayuntamiento de Madrid impulsa un Plan General de Mercados donde se impulsa la construcción de mercados de diferentes tipos a lo largo de la ciudad. El arquitecto Luis Bellido es asignado responsable de ejecución del Plan. A tal efecto, con la misión de repoblar la zona con obreros que trabajen en el Matadero y en el Mercado se construye la Colonia del Pico del Pañuelo en las cercanías. Las obras comienzan el año 1926 y muestran un ejemplo de estilo racionalista. El 23 de abril de 1935, el mismo día en que se cierra el viejo Mercado de la Cebada, se inaugura el que se denomina «nuevo Mercado Central de Frutas y Verduras» en la plaza de Legazpi. Casi al mismo tiempo y bajo la ejecución del Plan de Mercados.
En 1983 fue sustituido por Mercamadrid y el edificio fue cerrado. Al cierre contaba con 330 mayoristas. Desde los años 1980 el antiguo mercado se destinó a albergar diferentes dependencias municipales, fundamentalmente el Almacén de Villa, aunque también fue sede de oficinas y talleres, albergando incluso una de las bases del SAMUR.
Sin embargo, desde principios del siglo XXI fue sufriendo un progresivo abandono, lo cual conllevó un sinfín de proyectos fallidos para darle un nuevo uso al edificio.
Finalmente, en 2025 comenzaron las obras de adecuación del antiguo Mercado de Legazpi para convertir el edificio en nuevas dependencias municipales del Ayuntamiento de Madrid, las cuales reunirán en un mismo espacio distintas oficinas repartidas por varios locales en la ciudad. Se prevé que este nuevo complejo esté finalizado en 2027.

## El mercado en el cine
Como paradigma del trabajo duro durante varias décadas, el mercado fue escenario de numerosas películas durante su etapa de funcionamiento. Entre ellas están La vida alrededor (Fernando Fernán Gómez, 1959), Los golfos (Carlos Saura, 1960), Han robado una estrella (Javier Setó, 1963), Los chicos del PREU (Pedro Lazaga, 1967) y Colegas (Eloy de la Iglesia, 1982). Tras su cierre, aparece también su fachada en la imagen final de la película La soledad (Jaime Rosales, 2007).